# SM Sanga Balende
SM Sanga Balende is een voetbalclub uit Congo-Kinshasa uit de stad Mbuji-Mayi. Ze komen uit in het Linafoot, de nationale voetbalcompetitie van Congo-Kinshasa. SM Sanga Balende speelt zijn thuiswedstrijden in het Stade Tshikisha, dat een capaciteit heeft van zo'n 8.000 toeschouwers.